# Aloeides titei
Tite’s Copper (Aloeides titei) là một bướm ngày thuộc họ Lycaenidae. Loài này có ở Nam Phi, từ phía bắc KwaZulu-Natal Drakensberg foothills đến các đồi phía nam Mpumalanga. Mỗi năm loài này có một thế hệ.